# Moonlight – Act III
Moonlight - Act III – trzeci album studyjny polskiej grupy muzycznej Christ Agony. Wydawnictwo ukazało się w 1996 roku nakładem wytwórni muzycznych Croon Records i Cacophonous Records. Nagrania zostały zarejestrowane w styczniu 1996 roku w olsztyńskim Pro-Studio. Był to pierwszy album studyjny Christ Agony nagrany z udziałem basisty Maurycego "Mausera" Stefanowicza, który wówczas występował również w grupie Dies Irae.
W 2000 roku album został wznowiony wraz z wydaną w 1997 roku czwartą płytą zespołu Darkside. Reedycję wydała firma Apocalypse Productions należąca do ówczesnego perkusisty formacji Hate - Piotra Kozieradzkiego.

## Lista utworów
Opracowano na podstawie materiału źródłowego.
| Nr | Tytuł utworu    | Autorzy                      | Długość |
| -- | --------------- | ---------------------------- | ------- |
| 1. | „Asmoondei”     | Cezary "Cezar" Augustynowicz | 13:26   |
| 2. | „Devilish Sad”  | Cezary "Cezar" Augustynowicz | 05:41   |
| 3. | „Paganhorns”    | Cezary "Cezar" Augustynowicz | 06:56   |
| 4. | „Mephistospell” | Cezary "Cezar" Augustynowicz | 07:32   |
| 5. | „Moonlight”     | Cezary "Cezar" Augustynowicz | 08:53   |
| 6. | „Eternalhate”   | Cezary "Cezar" Augustynowicz | 09:44   |
|    |                 |                              | 52:12   |

## Twórcy
Opracowano na podstawie materiału źródłowego.
- Cezary "Cezar" Augustynowicz - wokal prowadzący, gitara prowadząca, produkcja muzyczna
- Maurycy "Mauser" Stefanowicz - gitara basowa, wokal wspierający
- Maciej "Gilan" Liszewski - perkusja
- Ryszard Szmit - realizacja nagrań
- Jarek Kardaś - realizacja nagrań
- Grzegorz Piwkowski - mastering
- Krzysztof Lutostański - okładka, oprawa graficzna